# Arne Garborg
Arne Garborg, nacido Aadne Eivindsson Garborg (Time, Noruega, 25 de enero de 1851-14 de enero de 1924), fue un escritor noruego.

## Vida y carrera

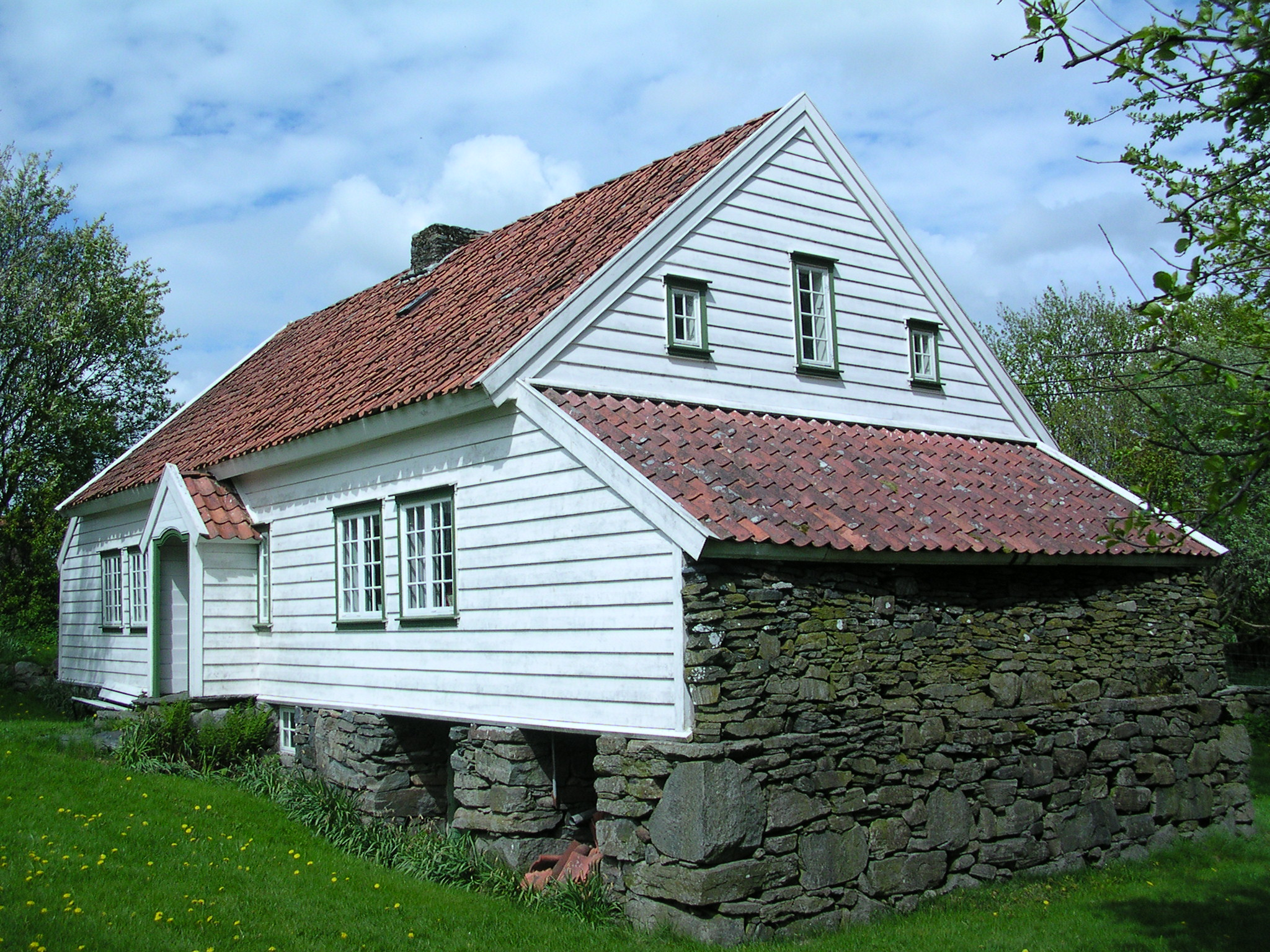
La casa natal de Garborg Garborgheimen en Jæren es actualmente un museo.

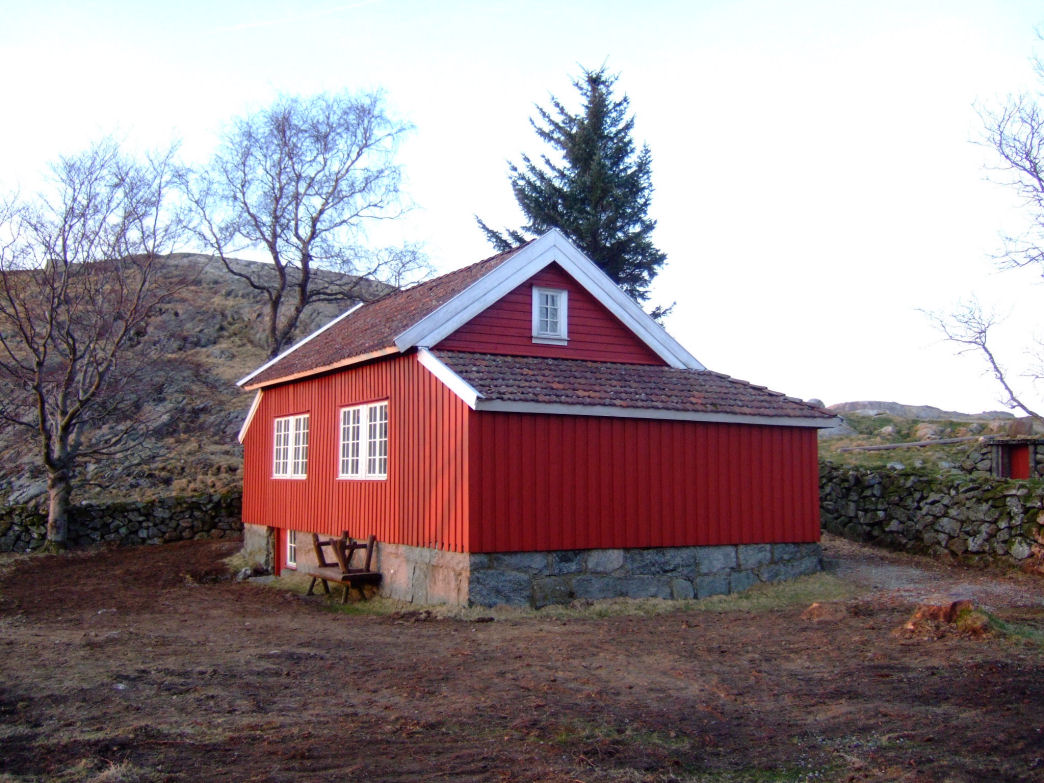
La casa de escribir Knudaheio.

Garborg creció en una granja llamada Garborg, cerca de Undheim, en el municipio de Time (distrito de Jæren) en el condado de Rogaland. Creció junto a ocho hermanos y hermanas.
Antes de hacerse conocido como autor, sus inicios fueron como periodista. En 1872 estableció el periódico Tvedestrandsposten, y en 1877 el Fedraheimen, que editó hasta 1892. En la década de 1880 fue periodista para el diario Dagbladet. En 1894 sentó las bases, junto a Rasmus Steinsvik, del periódico Den 17de Mai, que cambió su nombre a Norsk Tidend en 1935.
Garborg defendió el uso del landsmål (ahora conocido como nynorsk, o «noruego moderno»), como lenguaje literario; tradujo la Odisea a ese lenguaje. En 1877 fundó el semanario Fedraheim, desde el que exhortaba a reformas en varias esferas entre ellas políticas, sociales, religiosas, agrarias, y lingüísticas. Se casó con Hulda Garborg, escritora y poeta noruega.

## Obra
- Ein Fritenkjar (1878)
- Bondestudentar (1883)
- Forteljingar og Sogar (1884)
- Mannfolk (1886)[5]
- Uforsonlige (1888)
- Hjaa ho Mor (1890)
- Kolbotnbrev (1890) (Cartas)
- Trætte Mænd (1891)
- Fred (1892)
- Jonas Lie. En Udviklingshistorie (1893)
- Haugtussa (1895) (Poesía)
- Læraren (1896)
- Den burtkomme Faderen (1899)
- I Helheim (1901)
- Knudahei-brev (1904) (Cartas)
- Jesus Messias (1906)
- Heimkomin Son (1906)
- Dagbok 1905-1923 (1925–1927) (Diario)
- Tankar og utsyn (1950) (Ensayos)